# Elbaíta
La elbaíta es un mineral del grupo VIII (silicatos) según la clasificación de Strunz, se encuentra compuesta por los elementos sodio, litio, boro y silicio ordenados de acuerdo a la fórmula general Na(Li1.5Al1.5)Al6Si6O18(BO3)3(OH)4 . Esta pertenece al grupo de las turmalinas (ciclocilicatos con anillos de seis miembros).
Es usado como gema y en coleccionismo. Su nombre alude a la isla de Elba (Italia), donde fue descubierta en 1913.
La elbaíta se forma en rocas ígneas y metamórficas, y forma vetas en asociación con; lepidolita microclina y espodumena en granitos de pegmatita; andalusita y biotita en esquito; y molibdenita y casiterita en depósitos hidrotermales de reemplazamiento de gran tamaño. 
Este mineral es alocromático, lo que significa que cantidades traza de impurezas de cationes metálicos pueden variar el color del cristal, que lo puede hacer bastante pleocroico.

## Características químicas
Es un ciclosilicato del grupo de la Turmalina. Tiene series de solución sólida con los siguientes ciclosilicatos:
- Con la dravita, sustituyendo en la posición del Aluminio/Litio por Magnesio(Mg2+).
- Con el chorlo, sustituyendo en la posición del Aluminio/Litio por Hierro(Fe2+).
- Con la buergerita, sustituyendo en la posición del Aluminio/Litio por Hierro(Fe3+).
- Con la liddicoatita, sustituyendo la posición del Sodio por Calcio(Ca2+).

Además, dentro del término elbaíta se encuentran las siguientes variedades químicas:
- La acroíta: variedad incolora. Es debida a la falta de cationes sustituyendo el aluminio (Al) y litio (Li).
- La rubelita: variedad roja. Sustituye parcialmente los iones de aluminio y litio por manganeso (Mn2+).
- La verdelita: variedad verde. Sustituye parcialmente los iones de aluminio y litio por manganeso (Mn3+).
- La indigolita: variedad azul. Sustituye parcialmente los iones de aluminio y litio por hierro (Fe3+).

## Formación y yacimientos
Suele aparecer en las rocas ricas en litio de los siguientes tipos: pegmatitas graníticas, rocas metamórficas y filones hidrotermales de alta temperatura.